# Пудемский район
Пудемский район — административно-территориальная единица в составе Удмуртской АССР, существовавшая в 1935—1956 годах. Административный центр — село (с 1951 — рабочий посёлок) Пудем.

## Население
По данным переписи населения 1939 года в Пудемском районе проживало 19 161 чел., в том числе удмурты — 73,5 % и русские — 25,8 %.

## История
Пудемский район был образован 23 января 1935 года из части территории Ярского района. В состав района первоначально вошли 9 сельсоветов: Баяранский, Бозинский, Горбашевский, Еловский, Костромский, Лековаевский, Люмский, Пудемский и Чабыровский.
18 августа 1951 года в связи с преобразованием села Пудем в рабочий посёлок Пудемский сельсовет был преобразован в поселковый совет.
16 июня 1954 года Горбашевский с/с был присоединён к Люмскому, Баяранский — к Чабыровскому, а Костромский — к Еловскому.
10 октября 1956 года Чабыровский с/с был переименован в Баяранский.
27 ноября 1956 года Пудемский район был упразднён, а его территория передана частью в Ярский (Баяранский, Бозинский, Еловский, Лековаевский, Чабыровский с/с и Пудемский п/с), а частью в Глазовский (Люмский с/с) район.